# 約翰·波普 (化學家)
 約翰·安东尼·波普爵士，KBE，FRS（英語：Sir John Anthony Pople，1925年10月31日—2004年3月15日），英国化学家，1998年諾貝爾化學獎得主之一。

## 生平
約翰生於英格兰索美塞特郡一个名为濱海伯納姆的小镇，他的父亲是一位经营服装店的商人，母亲则来自一个农民家庭。少年时期的波普曾经就读于布里斯托中学，现在在那所中學还有一间计算机房和一项奖学金以波普的名字命名。青年波普进入英国剑桥大学，成为家族中第一位大学生，1946年波普获得了他的学士学位，1951年获得数学系的哲學博士学位(PhD)，虽然获得的是数学系的学位，但是波普的博士学位论文却是关于化学的内容：水分子的价键结构。1960年代早期约翰·波普移民美国并一直居住在那里直到逝世，但他保留了他的英国国籍。波普本人更倾向于自认为是一位数学家而非化学家，但是理论化学家们却普遍认为，约翰·安东尼·波普是他们当中最重要的成员之一。
約翰·波普作出的第一项重大贡献是在1953年提出的对π电子体系的分子轨道近似理论，由于理论化学家Rudolph Pariser和罗伯特·帕尔在同年亦提出了等价于波普理论的类似方法，因而这种近似方法现在又被称为PPP方法。1965年波普又提出了完全忽略异核双电子积分的CNDO方法以及部分忽略异核双电子积分的INDO方法，CNDO和INDO是至今仍有广泛应用的近似计算三维分子中分子结构性质的半经验量子化学计算方法。此外，波普还对计算化学理论的发展作出了许多重大的贡献。约翰·波普对量子化学从头计算方法作出了改进，他引入了斯莱特型函数和高斯型函数组成的基组来模拟波函数，这大大降低了从头计算的计算成本，而如今迅猛发展的计算机技术更是凸现了波普所引入的新方法在计算中的优势。约翰·波普最为人们所了解的贡献，便是他将计算化学理论方法工具化，开发出了现今应用最广泛的量子化学计算程序包GAUSSIAN，但是令人遗憾的是，1991年之后，波普不仅被排除出GAUSSIAN软件的开发团队，甚至被公司禁止使用这一软件。
1986年以前波普一直任职于宾夕法尼亚州匹兹堡的卡内基梅隆大学，在这里他完成了早年的主要理论贡献。1986年波普离开卡内基梅隆大学，来到芝加哥供职于西北大学。1998年年他由于在量子化学计算方法方面卓越的贡献获得了当年度諾貝爾化學獎；2003年获得封爵。